# Coryphaena
Coryphaena is een geslacht van straalvinnige vissen uit de familie van de goudmakrelen (Coryphaenidae), orde baarsachtigen (Perciformes). De wetenschappelijke naam van het geslacht werd in 1758 gepubliceerd door Carl Linnaeus.

## Soorten
- Coryphaena equiselis Linnaeus, 1758
- Coryphaena hippurus Linnaeus, 1758 – Goudmakreel